# Rivière Shelburne
La rivière Shelburne est un affluent de la rivière Mersey. Elle a été désignée rivière du patrimoine canadien en 1997.

## Géographie
La rivière Shelburne prend sa source dans le lac Buckshot. Son cours de 53 km décrit un arc débutant en direction nord, ensuite vers l'est et ensuite vers le sud vers le lac Rossignol.
Le bassin de la rivière Shelburne est de 277,39 km2.

### Géologie
La partie du cours d'eau en amont du lac Irving est composée de granite du batholite de la South Mountain. Cette roche a été créée par la fusion des roches environnantes il y a environ 400 millions d'années.
Le sous-sol de la section entre le lac Irving et le lac Sand est quant à lui composé de quartzite et d'ardoise qui se sont formées il y a environ 540 millions d'années. La section en aval du lac Sand a un sous-sol composé d'ardoise et de siltstone formés il y a 500 millions d'années.

## Milieu naturel
La végétation des Granite Barrens est composée de landes à bruyère à l'exception des vallées peu profondes qui ont des forêts linéaires d'érable rouge, de frêne et de bouleau gris. On trouve à certains endroits des reliques des anciennes forêts de pins blancs qui n'ont pas été coupés pour l'industrie navale de la province. Dans la portion inférieure de la rivière, on retrouve des forêts anciennes de pruche du Canada dont certains arbres ont plus d'un mètre de diamètre.
La rivière Shelburne étant située dans l'une des plus grandes régions sauvages de Nouvelle-Écosse est un important habitat faunique. Elle possède la plus grande population d'ours noir et d'orignal de la Nouvelle-Écosse continentale. 